# Alaska-Lupine
Die Alaska-Lupine (Lupinus nootkatensis) ist Pflanzenart aus der Familie der Hülsenfrüchtler (Fabaceae). Sie ist im nordwestlichen Nordamerika heimisch. Sie wurde weiters in Teilen Nordeuropas eingeführt.

## Beschreibung
Die Alaska-Lupine wächst als ausdauernde, krautige Pflanze die Wuchshöhen von 50 bis 120 Zentimeter erreichen kann. Die Stängel sind dicht behaart. Im Winter überdauert nur ihre Sprossbasis (Caudex), aus welcher sie im Frühling neu austreibt.
Die grundständigen Blätter sind kurz gestielt und haben mehrere länglich verkehrt-eiförmige bis verkehrt-lanzettförmige Blättchen. Diese haben eine stumpfe oder spitz zulaufende Spitze und haben auf beiden Blattseiten mehr oder weniger dicht stehende weiße bis braune Haare. Die Blattoberseite kann aber auch unbehaart sein.
Der traubige Blütenstand besteht aus blauen, selten weißen Einzelblüten. Die breiten Kelchblätter können gefurcht, gelappt oder gezähnt sein.
Die Chromosomenzahl beträgt 2n = 48.

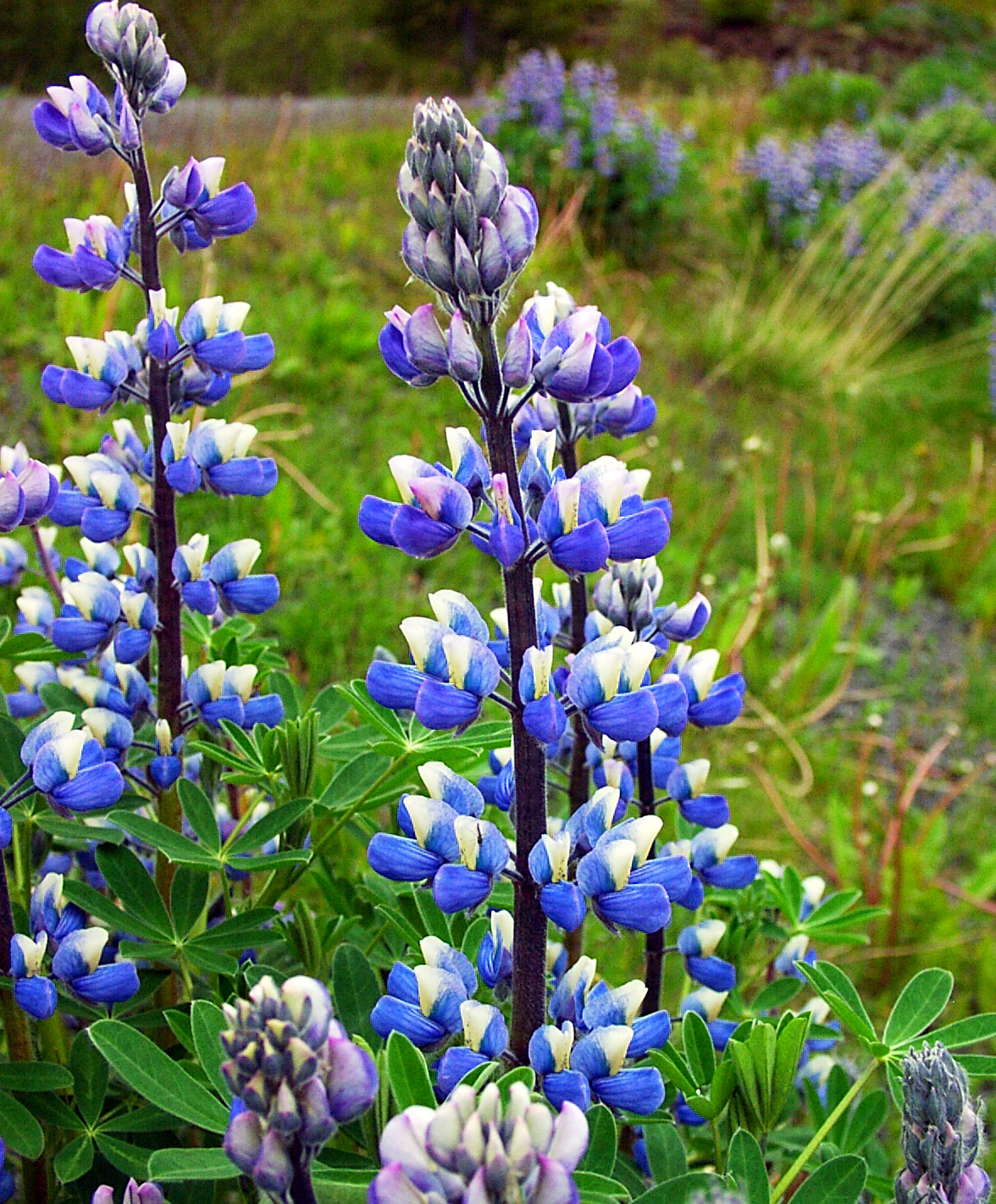
Alaska-Lupine (Lupinus nootkatensis)

## Vorkommen und Standort
Das natürliche Verbreitungsgebiet der Alaska-Lupine liegt im Nordwesten Nordamerikas. Man findet sie dort von den Aleuten im Norden entlang der arktischen Küste bis nach Haida Gwaii und Vancouver Island im Süden. Im 18. Jahrhundert wurde die Alaska-Lupine als Zierpflanze nach Großbritannien und im 19. Jahrhundert nach Island und Skandinavien eingeführt, wo sie verwilderte. Seit den 1970er Jahren gibt es auch Vorkommen im südwestlichen Grönland sowie auf den Färöer-Inseln.

## Systematik
Die Erstbeschreibung als Lupinus nootkatensis erfolgte 1810 durch James Donn in Botanical Magazine, Band 32, Seite 1311. Ein Synonym für Lupinus nootkatensis Donn ex Sims ist Lupinus perennis subsp. nootkatensis  (Donn ex Sims) L.Ll. Phillips.
Die Art wird laut Plant List in zwei Varietäten unterteilt:
- Lupinus nootkatensis var. fruticosus Sims
- Lupinus nootkatensis var. nootkatensis ist die Nominatform.